# FC Valga
Il FC Valga era una società calcistica estone con sede a Valga.

## Storia
Nato nel 1990 come Lokomotiiv Valga, nel 1992 partecipò all'Esiliiga, giungendo terzo nel girone finale. Nel 1995 fu retrocesso. L'anno seguente finì secondo nel girone sud di II Liiga, avendo la possibilità di partecipare al girone per la promozione, ma finì ultimo; l'anno seguente, invece, vinse il proprio girone, ma non ottenne nuovamente la promozione.
Solo nella stagione di transizione del 1998, quando fu rinominato FC Valga, poté partecipare all'Esiliiga, giungendo quarto. Dopo un nuovo quarto posto, comprò il titolo sportivo del Lelle SK, partecipando per la prima volta alla Meistriliiga.
L'anno seguente ebbe subito la possibilità di tornare in massima serie, giungendo secondo e giocando il play-off contro il Lootus Kohtla-Järve: li perse, però, per la regola dei gol fuori casa. L'anno seguente, però, vinse l'Esiliiga, ottenendo la promozione diretta in massima serie.
Vi rimase tre anni, finendo sempre nelle ultime posizioni: nella prima stagione vinse lo spareggio contro il Tervis Pärnu; nella seconda finì di nuovo penultimo, ma stavolta non era previsto spareggio; la terza stagione fu la migliore, in quanto finì ottavo, ma su dieci squadre partecipanti.
A fine stagione, però, si fuse con i concittadini del FC Warrior Valga, chiudendo la propria storia.

## Palmarès

### Competizioni nazionali
- Esiliiga: 1

2002

### Altri piazzamenti
- Esiliiga:

Secondo posto: 2001
Terzo posto: 1992
- II Liiga:

Promozione: 1997-1998